# Johan Huizinga
Johan Huizinga (AFI: [ˈjoːɦɑn 'ɦœyzɪŋɣa]) (Groninga, provincia de Groninga, 7 de diciembre de 1872-De Steeg, provincia de Güeldres, 1 de febrero de 1945) fue un filósofo e historiador neerlandés.

## Datos biográficos
Cursó estudios en su ciudad natal y en Leipzig. Inició su actividad docente en 1897 en Haarlem, y más tarde en Ámsterdam. En 1905 ejerció como profesor de historia en la Universidad de Groninga, y desde 1915 hasta 1942 en la Universidad de Leiden. Fue miembro de la Real Academia de Artes y Ciencias de los Países Bajos y presidente de la sección de humanidades de la Real Academia de la Lengua y Literatura Neerlandesa.
En 1942, cuando los nazis cerraron la Universidad de Leiden, fue detenido, sufriendo confinamiento en St. Michielsgestel y destierro en Overijssel y Güeldres hasta su muerte.
Sus estudios se ocuparon principalmente de la investigación y reconstrucción de formas de vida y pautas culturales en el pasado, destacando por su penetrante análisis crítico y fiel reconstrucción de los hechos históricos, así como por su calidad literaria.
La mayor parte de sus trabajos se centran en la historia de Francia y los Países Bajos en los siglos XIV y XV, la Baja Edad Media, la Reforma y el Renacimiento, a los que hay que añadir sus estudios sobre la literatura y la cultura de la India y la biografía Erasmus (1925), entre otras obras y estudios de tema histórico.
Gran parte de la notoriedad de Huizinga se debe a dos de sus obras: El otoño de la Edad Media (Herfsttij der Middeleeuwen, 1919) y Homo ludens (1938), títulos a los que Ortega y Gasset calificó como «...del libro sin duda mejor y en sus límites realmente óptimo que hay sobre el siglo XV...», al primero, y como «egregio libro», al segundo.
Otras obras suyas son Entre las sombras del mañana (In de Schaduwen van Morgen, 1935) y Mundo profanado (Geschonden wereld, 1945).

## Principales obras

### El otoño de la Edad Media(1919)
La obra muestra la decadencia del periodo histórico conocido como Edad Media, mientras describe sus características de madurez, analiza las ideas, sueños, emociones, imágenes y formas con las que se manifiesta todo el conjunto social de una época que toca a su fin. De un estilo literario casi poético, se considera una obra pionera en el campo de la historiografía, aportando la posibilidad de estudiar la idealización que cada época hace de sí misma (historia de las mentalidades). 
El período de esplendor del ducado de Borgoña (desde mediados del siglo XIV hasta la mitad del siglo XVI) le sirve de marco para realizar un análisis del final de la Edad Media, la decadencia de un mundo y la entrada en uno nuevo; el del Renacimiento europeo que habría de dar paso a la Edad Moderna.
Uno de los conceptos analizados por Huizinga en este libro es el amor cortés.

### Homo ludens(1938)
Obra dedicada al estudio del juego como fenómeno en la cultura y no simplemente en aspectos biológicos, psicológicos o etnográficos, concibiéndolo como una función humana tan esencial como la reflexión y el trabajo, mostrando así la insuficiencia de las imágenes convencionales del homo sapiens y el homo faber. Considerando el juego desde los supuestos del pensamiento científico-cultural, lo ubica como génesis y desarrollo de la cultura. En sus propias palabras: «Porque no se trata, para mí, del lugar que al juego corresponda entre las demás manifestaciones de la cultura, sino en qué grado la cultura misma ofrece un carácter de juego.» (Introducción a modo de prólogo - Homo Ludens).
Nos menciona tres aspectos principales:
- El juego es una actividad que hacemos por naturaleza, libre y nadie nos obliga a hacerlo.
- Nos sirve para crear experiencias que aunque sean fantasías nos ayudan a tener conciencia sobre nuestro entorno.
- Jugar nos acerca a la competencia, y ésta a la creación del deporte, por lo que el juego es, en sí, un deporte.

Tras su publicación, no puede encontrarse ninguna obra en la que se pretenda un estudio del juego, desde cualquier perspectiva, que no se vea obligada a referirse a este magistral trabajo de Huizinga; por ejemplo, Roger Caillois, Graciela Scheines, Bernard Suits.
En 2020 se publicó luego de un trabajo editorial de tres años a cargo del investigador Fernando Auciello una edición con notas y comentarios que ha permitido un abordaje actualizado a esta obra clave.

## Ediciones en español
- Acerca de los límites entre lo lúdico y lo serio en la cultura, Presentación de P. Aullón de Haro, trad. de Goedele de Sterck, Madrid, Casimiro, 2014.
- El problema del Renacimiento, trad. de Mathias Andlau, Madrid, Casimiro, 2013.
- Hombres e ideas. Ensayo de Historia de la cultura, Prólogo de Bert F. Hoselitz, Buenos Aires, Compañía Fabril Editora, 1960.
- Erasmo, Barcelona, Ediciones del Zodiaco, 1946 (trad. del francés de Cristina Horányi, Introducción de Lucien Febvre, Barcelona, Salvat, 1986, 1987).
- Homo Ludens, trad. de Eugenio Ímaz, Madrid, Revista de Occidente, 1938 ... (Madrid, Alianza, 2000).
- Homo ludens. Intento de delimitación del elemento lúdico de la cultura. Con comentarios y notas de Fernando Auciello. Buenos Aires, Espíritu Guerrero Editor, 2020.
- Entre las sombras del mañana. Diagnóstico de la enfermedad cultural de nuestro tiempo, trad. de María de Meyers, Madrid, Revista de Occidente, 1936, 1951 (trad. de Schandw van Morgen, Barcelona, Península, 2007).
- El otoño de la Edad Media, trad. del alemán de José Gaos, Madrid, Revista de Occidente, 1930, 1945 .... (Buenos Aires, Revista de Occidente Argentina, 1947; Madrid, Alianza Editorial, 1978; Madrid, Torre de Goyanes, 2006).